# Momoria transita
Momoria transita är en insektsart som beskrevs av Blocker 1979. Momoria transita ingår i släktet Momoria och familjen dvärgstritar. Inga underarter finns listade i Catalogue of Life.